# American & British Manufacturing Corporation
Die American & British Manufacturing Corporation (A&BMC) war ein US-amerikanischer Rüstungs- und Industriebetrieb, der Geschütze für die US-Navy, Dampfmaschinen und Motorfahrzeuge herstellte. Lkw und Avant-Trains wurden als American & British oder A & B verkauft. Von 1919 bis 1922 wurden die Luxuswagen Porter Model 45 und Porter Model 46 hergestellt, die zu den stärksten und teuersten auf dem US-Markt gehörten.
Der Porter-Knight war kein Modell der American & British Manufacturing Corporation.

## Unternehmensgeschichte
Das Unternehmen wurde am 23. Mai 1902 als „American Machine & Ordnance Co.“ in New York gegründet und am 28. November in „American & British Manufacturing Co.“ umbenannt. Als Unternehmensgegenstand wurde die Herstellung von Feuerwaffen, Munition, Dampfmaschinen, Glühkopfmotoren, Automobilmotoren, Marinemotoren und Reparaturen aller Art angegeben. Zum Firmeneigentum zählten die Betriebe der Corliss Steam Engine Works in Providence (Rhode Island) und American Ordnance Works in Bridgeport. Ein Haupteigentümer war die International Power Co. Die Bilanzsumme des Unternehmens betrug 1910 und 1912 knapp 12 Millionen US-Dollar.

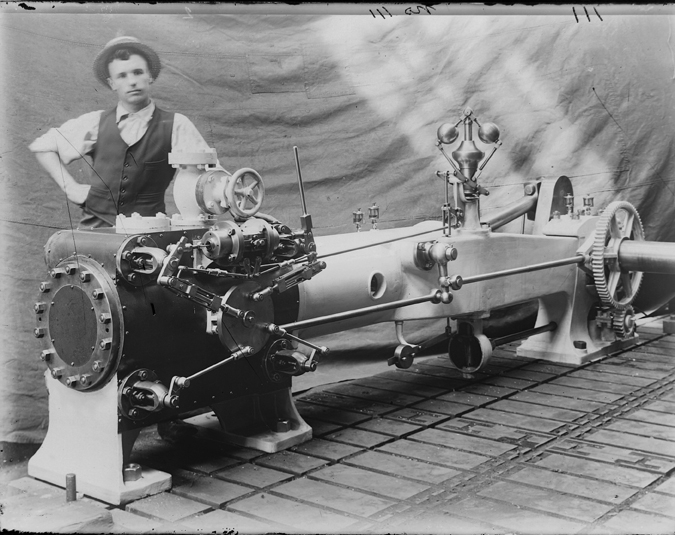
Corliss-Dampfmaschine.

Die Corliss Steam Engine Company war ein bekannter Hersteller von Balancier-Dampfmaschinen nach dem von George Henry Corliss (1817–1888) entwickelten Prinzip.
Unter den Markennamen American & British und vor allem A & B entstanden zwischen 1914 und 1922 zwei Nutzfahrzeug-Baureihen, davon eine als Avant-Train mit benzinelektrischem Antrieb. Diese Komponenten dienten dazu, vorhandene pferdegezogene Fahrzeuge nachträglich zu motorisieren. Eine solche Umrüstung war nur für sehr teure Fahrzeuge sinnvoll. Für Avant-Trains, im englischen Sprachraum auch Motor wheel oder Iron horse genannt, bestand durchaus eine Nachfrage, etwa bei Feuerwehrorganisationen. Motorisierte Löschfahrzeuge waren sehr teuer in der Anschaffung und die Umrüstung stellte eine kostengünstige Alternative dar. Der Umbau von vorhandenen, neueren pferdegezogene Dampfspritzen steigerte deren Effizienz und Einsatzzeit, während die Organisation durch den Wegfall der Infrastruktur für die Pferdehaltung andere Kosten senken konnten. Der Markt für diese Fahrzeuge war naturgemäß nicht groß und spezialisiert. Daher gab es in dieser Nische weniger Konkurrenzdruck. Er war allerdings nicht nachhaltig und konnte absehbar nur für kurze Zeit bestehen.
Eine Quelle nennt für den Beginn der Fahrzeugproduktion bereits 1906.

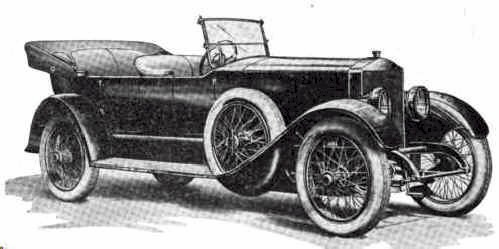
Porter Model 45 Touring (1919)

Im Ersten Weltkrieg lieferte A&BMC Munition an die amerikanischen Streitkräfte. Mit dem Kriegsende entfielen für A&BMC die Rüstungsaufträge und das Unternehmen musste für den dadurch entstehenden Produktionsausfall Ersatz suchen. Darin dürfte der Grund für das Interesse an der Automobilproduktion liegen, die nun zusätzlich zur Herstellung von Maschinen und Nutzfahrzeugen aufgenommen wurde. Es ist nicht bekannt, wie der Kontakt zu F.R. Porter zustande kam und wie die Konditionen für die Fertigung aussahen. Porter war zufrieden mit seiner Konstruktionstätigkeit bei Curtiss und wollte sich nicht mehr um eine ganze Produktion kümmern. Fertigung und Vertrieb des Porter genannten Oberklasse-Automobils lagen bei A&BMC. Grundlage der Konstruktion war der F.R.P. Sie war zwar mittlerweile einige Jahre alt, aber immer noch modern. Der Porter wurde mit seinem Hochleistungsmotor von, je nach Quelle, 100 bis 125 bhp das zu seiner Zeit stärkste Triebwerk auf dem Markt. Die einzigen Sportwagen, die leistungsmäßig in die Nähe kamen, waren die mit modifizierten Duesenberg-Motoren ausgestatteten Argonne, Biddle, Meteor, ReVere und Roamer, die bis 103 bhp (bis 106 bhp im ReVere) leisteten. A&BMC passte das Fahrzeugkonzept nur in Details an und verzichtete auf kurze Versionen. Der Porter war ein sehr großes Auto mit imposanten 142 Zoll (rund 360 cm) Radstand. Dass zwischen 1919 und 1922 nur 36 Exemplare hergestellt wurden, muss eine herbe Enttäuschung gewesen sein. Ursachen dafür waren die vielschichtige Produktion mit vielen schwer zu beschaffenden Materialien, ein horrend hoher Listenpreis und eine kurze, aber heftige Rezession, die auf die Farmkrise zurückzuführen war.
1925 wurden die American & British Manufacturing Corporation und die Franklin Machine Company (kein Bezug zu H. H. Franklin Manufacturing Company) zusammengelegt. Damit kam auch die William A. Harris Steam Engine Company im Besitz von Franklin Machine in den neuen Konzern. Sowohl Harris Steam Engine wie Franklin Machine hatten nach Ablauf des Patentschutzes Dampfmaschinen mit Corliss-Drehschiebertechnik gebaut.

## Motorfahrzeuge

### „A & B“ Nutzfahrzeuge

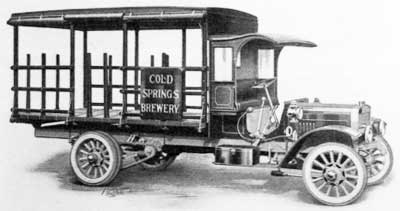
Ein typischer Lastkraftwagen um 1913: Atterbury Beer truck für die Cold Springs Brewery

Unter den Markennamen American & British und vor allem A & B entstanden zwischen 1914 und 1922 auch Nutzfahrzeuge. Eine Quelle nennt für den Beginn der Fahrzeugproduktion bereits 1906. Über diese Fahrzeuge liegen kaum Informationen vor. Genannt werden zwei Lastkraftwagen mit einer Nutzlast von 3 sh. tn. (2720 kg) beziehungsweise 5 sh. tn. (4530 kg), die damals in die mittlere beziehungsweise schwere Klasse eingestuft wurden. Technischen Daten sind nicht vorhanden. Die Konkurrenz im Nutzfahrzeugbereich war damals mit Dutzenden von Anbietern sehr groß.
Weitere drängten neu auf den Markt, um den plötzlichen Wegfall von Rüstungsaufträgen auszugleichen. Die meisten dieser Hersteller – und wohl auch A&BMC – waren „Assembler“, die ihre Fahrzeuge aus Komponenten und standardisierten Produkten zusammenstellten, die sie auf einem freien Markt fanden.

### „A & B“ Avant-Trains

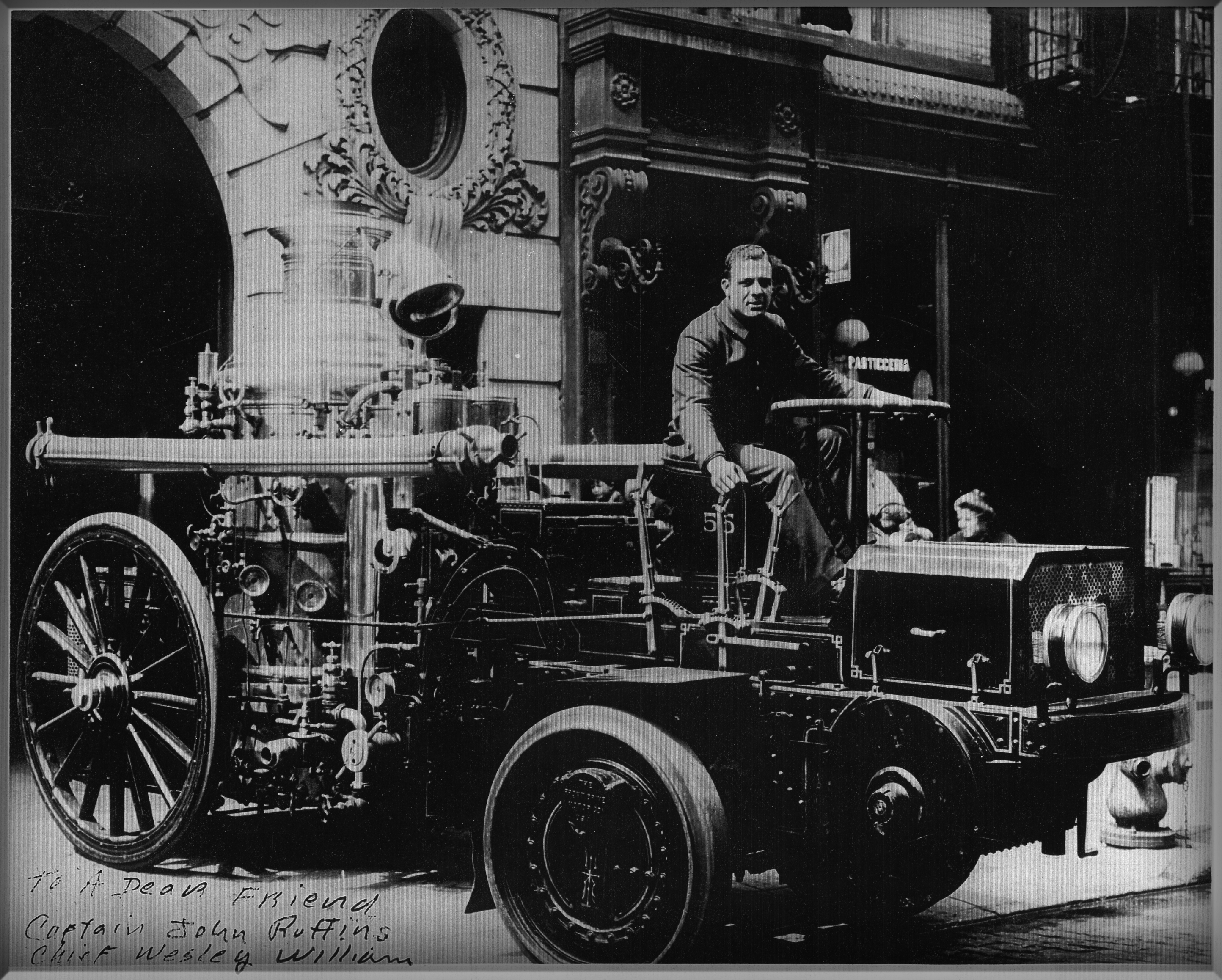
Ein typischer Avant-Train: Christie Front Drive des NYFD von ca. 1915

Eine zweite Baureihe der A&BMC bestand aus einem Avant-Train. Diese auch als Motor wheel oder Fore car bekannte Vorrichtung dient dazu, einem Fuhrwerk oder einer Kutsche nachträglich einen Eigenantrieb zu geben. Der Avant-Train besteht typischerweise aus einem kurzen Fahrgestell mit einer angetriebenen und lenkbaren Vorderachse und dem Führerstand anstelle des Drehschemels mit Rädern und Deichsel des Fuhrwerks. Auch das aus dem Zusammenbau entstandene Motorfahrzeug wird oft als Avant-Train bezeichnet. Solche Fahrzeuge hatten ihre größte Verbreitung in der Zeit des aufkommenden Motorfahrzeugs in den Jahren zwischen 1905 und 1920. Wegen der aufwendigen Antriebstechnik waren sie recht teuer; der Umbau lohnte sich daher nur an wertvollen Objekten. Eine typische Anwendung für Avant-Trains fand sich in der Brandbekämpfung. Oft waren teure und langlebige Dampfspritzen vorhanden. Deren Umrüstung erhöhte die Wirksamkeit der Spritzen und verlängerte ihre Lebensdauer; ein Spareffekt ergab sich aus dem Abbau der Pferdehaltung. Der Markt war naturgemäß nicht groß und absehbar auch nicht nachhaltig. Ausgemusterte pferdegezogene Spritzen wurden immer häufiger durch entsprechend ausgestattete Lkw ersetzt.
Eine Besonderheit des A & B Avant-Train war sein benzinelektrischer Antrieb. Hierbei produziert ein konventioneller Verbrennungsmotor Leistung, die an einen Stromgenerator weitergegeben wird, der je einen Elektromotor in jedem Vorderrad speist. Der Mechanismus benötigt weder Getriebe noch Kupplung. Ein ähnliches Konzept wandte die Bourne Magnetic Truck Company in Philadelphia für ihre ansonsten konventionellen Lkw mit Hinterradantrieb an. Der bekannteste Pkw mit diesem sogenannten Entz-Antrieb ist der Owen Magnetic.
Im Feuerwehrbereich waren unter anderem Christie Front Drive in Hoboken (New Jersey), Couple-Gear in Grand Rapids (Michigan), Cross in Newark (New Jersey), Seagrave, damals in Columbus (Ohio) und Robinson in St. Louis (Missouri) Mitbewerber, Letzterer mit Dampfantrieb. American LaFrance (ALF) in Elyria (New York) führte ein solches Modell von 1915 bis 1929 im Programm.

### Porter-Automobile

#### Finley Robertson Porter und der F.R.P.

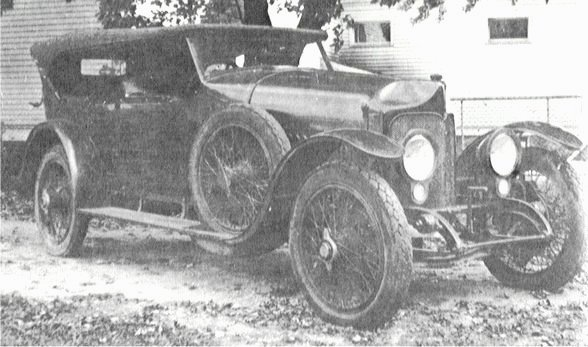
F.R.P. Model 45 Series B Holbrook 7-pass. Touring (1915)

Finley Robertson Porter (1871–1964) aus Lowell (Ohio) hatte sich einen Namen als Konstrukteur des Mercer Type 35 gemacht, von dem er den erfolgreichen Sportwagen Raceabout ableitete. Danach machte er sich mit der Finley Robertson Porter Company selbständig, die mit dem F.R.P. Model 45 das stärkste US-Automobil dieser Zeit herstellte. Der Erste Weltkrieg führte zu einer Übernahme des Betriebs durch die Regierung und die Einstellung des aufwendig gebauten Model 45 nach einer sehr geringen Stückzahl. Während des Ersten Weltkriegs gehörte F. R. Porter als Testingenieur zum Team, das in Dayton (Ohio) den Liberty-Motor entwickelte.
Nach dem Kriegsende war Porter nicht mehr am Automobilbau interessiert und übernahm die Position des Chefingenieurs der Curtiss Engineering Company in Garden City (New York). Die Finley Robertson Porter Company wurde 1918 abgewickelt.

#### Porter Model 45 und 46

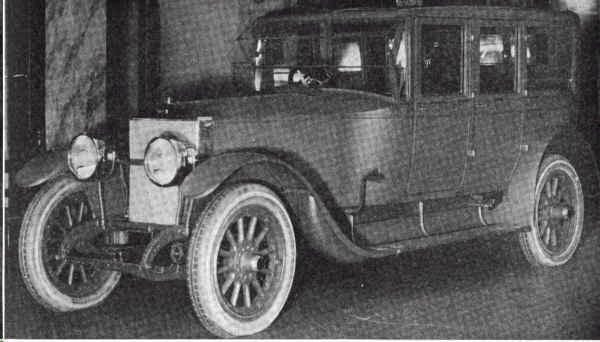
Porter Model 45 Sedan (1919)

Einen Auftrag zur Verwertung seiner Automobilpatente vergab Porter an die American & British Manufacturing. Sie organisierte die Produktion; als Vertriebsorganisation wurde das New Yorker Automobilhandelshaus Morton W. Smith Company gewonnen. Robert B. Porter, sein Sohn und ab 1915 selber ein Konstrukteur für F.R.P., übernahm als Chefingenieur die technische Leitung.
Technisch war dieses Fahrzeug dem F.R.P. sehr ähnlich, zudem scheinen von der Finley Robertson Porter Company hergestellte Teile aufgebraucht worden zu sein. Die Leistung wurde mit 125 bhp (93,2 kW) angegeben. Statt der drei Fahrgestelllängen mit 110, 130 und 140 Zoll (2794, 3302 bzw. 3556 mm) Radstand gab es nun nur noch eines mit 142 Zoll (3607 mm). Das waren zwei Zoll mehr als beim größten F.R.P. Das Fahrzeug, dessen Konzept auf das Jahr 1914 zurückging, veraltete nun zusehends und der Porter wurde zu einem Anachronismus, wozu auch das Festhalten an der Rechtslenkung gehörte. Porter war die letzte US-Automarke, die daran festhielt; sogar der auf eine besonders konservative Kundschaft ausgerichtete Pierce-Arrow war mittlerweile ein Linkslenker.
Das mächtige Chassis war trotz des kraftvollen Motors – wahrscheinlich immer noch der stärkste Pkw-Motor in den USA – für sportlich interessierte Kunden wenig geeignet, hingegen war es eine gute Basis für Repräsentationswagen. Bekannt sind Aufbauten führender Karossiers wie Brewster, Demarest oder Fleetwood. Wie schon beim F.R.P. stellte Holbrook Werkskarosserien, darunter sogar einen Speedster. Mit 12 Fahrzeugen karossierte indes die Blue Ribbon Body Company in Bridgeport die meisten Porter. Die Form wurde modernisiert und erhielt eine strengere Linienführung. Der Umriss des Kühlers erinnerte an Rolls-Royce.
Der Porter wurde von 1919 bis 1922 hergestellt; es entstanden je nach Quelle nur 34, 36 oder 40 Stück. Bereits das nackte Fahrgestell kostete 6750 US$, was etwa dem Gegenwert von 12 kompletten Ford Modell T entsprach. Karossiert kam ein Porter leicht auf über 10.000 US$. Das Auto konnte dem enormen Konkurrenzdruck in diesem Marktsegment und der Wirtschaftskrise von 1922 nicht standhalten.

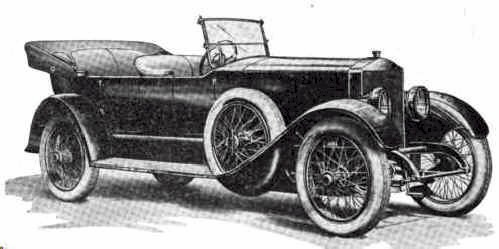
Porter Model 45 Touring (1919)

Für die ersten Porter wurden vom F.R.P. übernommene Bestandteile aufgebraucht. Möglicherweise erklärt sich daraus die Typenbezeichnung Model 45. Demnach wäre Model 46 aus neuen Komponenten gebaut worden. Technische Unterschiede sind jedenfalls nicht bekannt oder zu geringfügig, um in den vorhandenen Quellen erläutert zu werden. Daher beziehen sich die technischen Daten, sofern nicht anders vermerkt, auf den F.R.P. Model 45.
Der Motor war ein Wunderwerk des Leichtbaus und wog nur 580 lb (ca. 260 kg). Er bestand überwiegend aus Aluminiumlegierungen; Kurbelwelle, Nockenwelle und sogar die Ventilstößel waren überdies hohl. Der Motor hat eine obenliegende Nockenwelle und je ein Ein- und Auslassventil pro Zylinder; vereinzelte Angaben bezüglich Vierventiltechnik treffen mit sehr hoher Wahrscheinlichkeit nicht zu und werden nur in vereinzelten Quellen genannt. In geschlossenem Zustand bildeten die Ventile einen hemisphärischen Abschluss des Brennraums. Die Kurbelwelle war dreifach gelagert
Die Bohrung betrug 4,6 Zoll (ca. 117 mm), der Hub 6¾ Zoll (171 mm). Daraus ergab sich ein Hubraum von 448,7 c.i. (7353 cm³); der gelegentlich genannte Hubraum von 454 c.i. dürfte auf gerundete Ausgangsmaße zurückzuführen sein.
Eine Quelle listet mehrfach Herschell-Spillman als Motorenlieferant. Ein Serienmotor dieses Herstellers ist jedoch in keiner anderen Quelle vermerkt. Möglicherweise lieferte das Unternehmen Motorblöcke und andere Teile nach F. R. Porters Vorgaben. Bei F.R.P. war noch Wert darauf gelegt worden, praktisch jeden Bestandteil selber zu fertigen.
Für das Fahrgestell griff Porter auf neue Stahllegierungen zurück. Für Kunden, die einen individuellen Aufbau wünschten, war auch das nackte Fahrgestell lieferbar, das beim Karosseriebauer ihrer Wahl eingekleidet wurde.